# Tanque do Piauí
Tanque do Piauí est une municipalité brésilienne située dans l'État du Piauí.